# Charles-Étienne de Teschen
Pour les articles homonymes, voir Charles de Habsbourg-Lorraine (homonymie).
Charles-Étienne de Habsbourg-Lorraine ou Karl Stephan ou Charles-Étienne d'Autriche (en polonais : Karol Stefan Habsburg), né le 5 septembre 1860 à Groß Seelowitz (Židlochovice) et mort le 7 avril 1933 à Żywiec, est un archiduc d'Autriche devenu citoyen polonais.
Nommé Grand-amiral de la flotte austro-hongroise en 1911, pendant la Première Guerre mondiale, il est désigné par l'Empire allemand comme roi de Pologne. Cependant, il ne monte jamais sur le trône, en raison de la défaite de l'Allemagne dans la guerre et de l'effondrement de la monarchie des Habsbourg, qui devait être le soutien de son règne.

## Famille

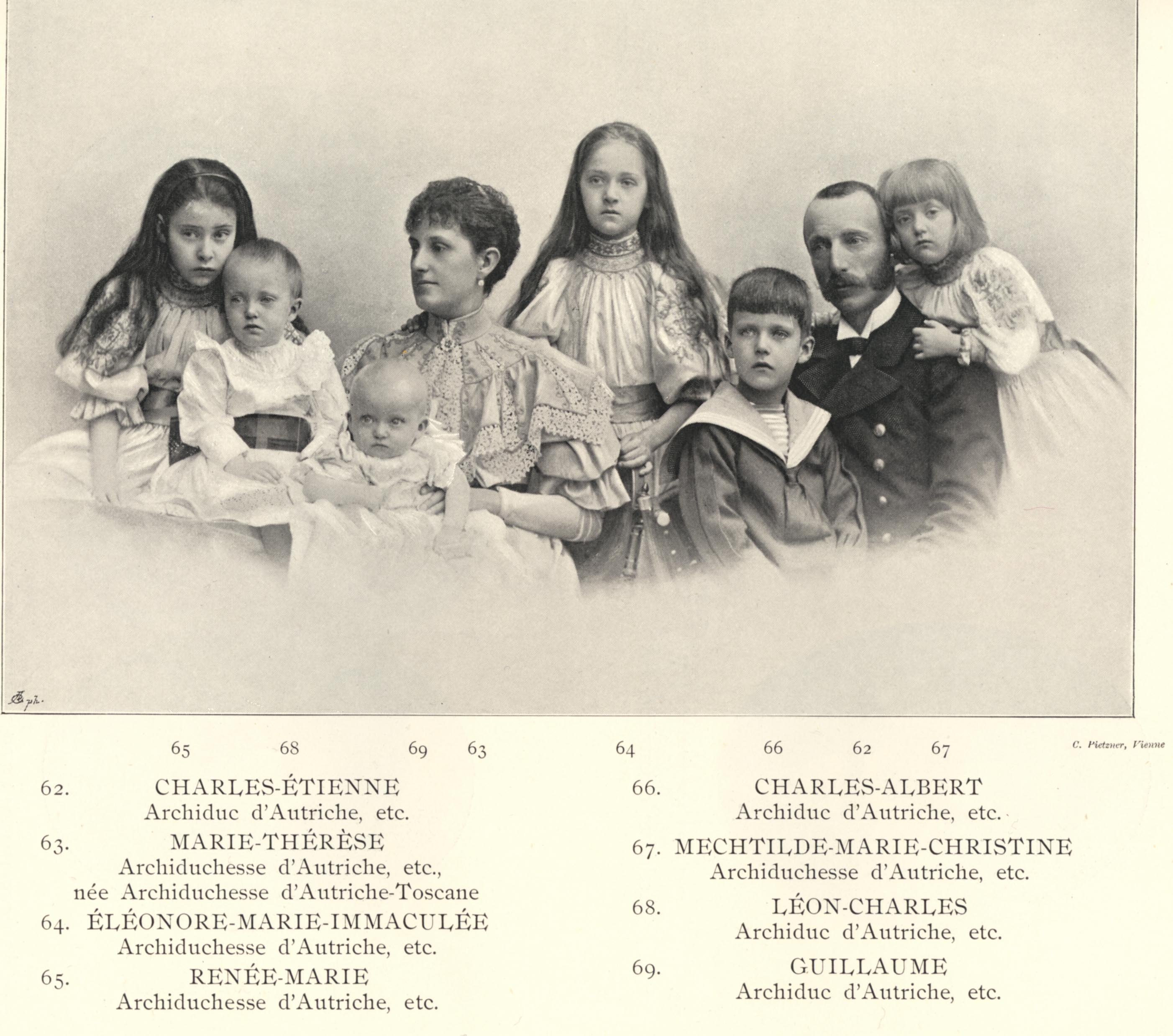
L’archiduc Charles-Étienne, son épouse et leurs 6 enfants (1896).

Fils de Charles-Ferdinand d'Autriche et d'Élisabeth de Habsbourg-Hongrie, Charles-Étienne épouse en 1886 sa cousine Marie-Thérèse de Habsbourg-Toscane (1862-1933).
Six enfants naissent de cette union :
- Éléonore d'Autriche-Teschen (1886-1974), qui épouse, en 1913, Alphonse von Kloss (1880-1953) ;
- Renée d'Autriche-Teschen (1888-1935), qui épouse, en 1909, le prince Jérôme Radziwill (1885 - assassiné en 1945 au camp près de Lougansk, en Union soviétique) ;
- Charles-Albert de Habsbourg-Altenbourg (1888-1951), prince d'Altenbourg, qui épouse, en 1920, Alice Ankarcrona (1889-1985), veuve du comte Ludwik Badeni (1873-1916) ;
- Mathilde d'Autriche-Teschen (1891-1966), qui épouse, en 1913, le prince Olgierd Czartoryski (1888-1977) ;
- Léon-Charles de Habsbourg-Lorraine (1893-1939), qui épouse, en 1922, la comtesse Clotilde de La Roche de Montjoie-Vaufrey (1893-1978) ;
- Guillaume de Habsbourg-Lorraine (1895-1948), surnommé « l'archiduc rouge ».

## Roi de Pologne
Dès le mois de novembre 1916, son nom est cité par le chancelier allemand, Bethmann-Hollweg, pour devenir roi d'un royaume de Pologne reconstitué sous la tutelle du Reich, dans le cadre des négociations pour le partage des territoires conquis par les puissances centrales sur l'Empire russe au cours de l'année précédente. Le royaume étant destiné à jouir d'une indépendance de façade et à être inféodé au Reich, son roi, connu pour ses opinions germanophiles, est promis à jouer le rôle de la « cerise autrichienne sur le gâteau », selon le mot d'Annie Lacroix-Riz.
La couronne lui est officiellement offerte par le chancelier allemand le 15 janvier 1917, dans le cadre de sa politique conciliante à l'égard de la double monarchie, qui renâcle alors à abandonner au profit du Reich un de ses buts de guerre principaux.
Après la guerre, l'archiduc s'installe en Pologne. Il devient philanthrope et ami de l'Académie polonaise des arts et des sciences. Ses enfants se polonisent, adoptant la culture, les coutumes, la langue et la nationalité polonaises.